# Colonia Manitoba (México)
Colonia Manitoba es una gran comunidad de menonitas de habla alemana en su mayoría, localizada al norte de Cuauhtémoc en el estado de Chihuahua en México. Fundada en 1922 por la compañía Old Colony Mennonites de Manitoba, Canadá, consistió originalmente en 47 pueblos y es la colonia menonita más grande y antigua de México.
En 1926, el asentamiento de Manitoba constaba de 3.340 personas, en 1949 el número había aumentado a 7.706, y en 1953, el número era de 8.768. En 1987, la población total de Manitoba era de alrededor de 12.500 personas y 17.000 en 2006. 
Junto a la Colonia Manitoba, se encuentra la Colonia Swift Current. Más al norte se encuentran la Colonia Ojo de la Yegua o Nordkolonie, la Colonia Santa Rita y la Colonia Santa Clara. Al oeste de la colonia Santa Rita está la colonia Los Jagueyes o Quellenkolonie. En total, estas colonias menonitas se extienden por más de 100 km y tienen unos 50,000 menonitas viviendo en ellas (2015).
Colonia Manitoba fue conformada por 42 campos numerados del 1 al 42 y Swift Current por 17 campos numerados del 101 al 117. En la actualidad y para efectos legales, cada uno de estos campos constituyen una localidad independiente para el gobierno de México.